# Berëzovo
Berëzovo (in russo Берёзово?) è un insediamento urbano e centro amministrativo dell'omonimo distretto. Conta una popolazione, al censimento russo del 2002, di poco più di 7 000 abitanti. Si trova 1100 km a nord della città di Tobol'sk, ed è sito su tre colline presso la riva sinistra del fiume Severnaja Sos'va, 42 km a monte della sua confluenza nel fiume Ob'. La temperatura annua media è di +4 °C, con punte minime di −44 °C.

## Storia
Berëzovo fu fondata come insediamento fortificato nel 1593, che crebbe successivamente come città. Essa fu al centro luogo di esilio a partire dal XVIII secolo. A Berëzovo fu esiliato e morì (1729) il principe Aleksandr Danilovič Menšikov, favorito dello zar Pietro il Grande e della di lui moglie zarina Caterina I e l'anno successivo vi fu esiliato con la famiglia pure il suo acerrimo rivale, principe Dolgorukov. Nel 1742 vi fu esiliato con la moglie il generale Andrej Ivanovič Osterman, che ivi morì cinque anni dopo. Nella sua cattedrale sono inumate le salme di Marija Aleksandrovna Menšikova, figlia di Menšikov che aveva tentato di fidanzarla allo zar Pietro II e di alcuni membri della famiglia Dolgorukov. Nel XIX secolo Berëzovo fu mèta per l'esilio di numerosi decabristi e nel XX secolo vi furono esiliati dal regime zarista numerosi rivoluzionari.
Successivamente venne il declino ed oggi è un insediamento urbano di minor importanza.